# Associação Desportiva Brasil Futuro
A Associação Desportiva Brasil Futuro, que compete sob o nome Magnus Futsal e também é conhecida como Sorocaba, é um clube de futsal brasileiro da cidade de Sorocaba, em São Paulo. Fundada em 15 de julho de 2013, está entre as principais equipes do salonismo nacional e internacional.
Sua fundação foi idealizada por um grupo de empresários liderado por Falcão, maior nome da história do esporte, que planejava encerrar a carreira e continuar no projeto como gestor. Até o ano de 2015, competiu em parceria com a Brasil Kirin, empresa de bebidas que, posteriormente, foi adquirida pela Heineken. Desde 2016, o clube possui acordo de patrocínio com a Adimax e é oficialmente nomeado Magnus Futsal, promovendo sua marca de produtos para cães e gatos.
Mesmo com pouco tempo de projeto, já se estabeleceu entre as potências nacionais ao conquistar todos os troféus possíveis: possui 8 títulos estaduais (4 Campeonatos Paulistas, 2 Ligas Paulistas e 2 Campeonatos Estaduais), 3 Supercopas, 1 Copa do Brasil, 1 Taça Brasil, 2 Ligas Nacionais, 2 Libertadores e 3 Intercontinentais.[carece de fontes?] Com 7 títulos nacionais, 2 continentais e 3 mundiais, o Sorocaba é o clube mais vitorioso da modalidade durante seu período de existência.
Por meio de ações de marketing, estendeu o sucesso dentro de quadra e se tornou um fenômeno comercial, "revolucionando" a gestão de futsal no país. Atualmente, está entre as franquias associadas à Liga Nacional de Futsal, competição de maior prestígio do futebol de salão do Brasil.

## História

### 2014–2015: Brasil Kirin
Em 15 de julho de 2013, o (então) jogador Falcão iniciou o processo de fundação da Associação Desportiva Brasil Futuro, juntamente de outros empresários — um deles era Fellipe Drommond, presidente do clube e CEO da TFW Marketing, empresa que é responsável pela gestão do Sorocaba. Ao final do ano, a Brasil Kirin, marca de bebidas que estava em reestruturação após ser adquirida pelo grupo Kirin Company, do Japão, incluiu o projeto de futsal sorocabano em seu plano de investimentos que previa até 1 bilhão de reais aplicados para reformular sua imagem. Outro alvo da empresa foi o atual Vôlei Renata, equipe de voleibol de Campinas.
Na temporada de "inauguração", o Sorocaba demonstrou que não estava no esporte para ser coadjuvante. Sua estreia na Liga Nacional aconteceu logo em 2014, ficando em quinto na fase inicial (com 32 pontos em 18 rodadas) e liderando o quadrangular que também contava com ADHering, Assoeva e Atlântico. Nas quartas, enfrentou a própria ADHering. Em casa, venceu por 2 a 1 e aproveitou a vantagem para se classificar, empatando em 4 a 4 em Blumenau. A semifinal foi contra o Jaraguá, que havia liderado a primeira fase e acumulava apenas duas derrotas em todo o torneio. Após vitória por 3 a 1 na ida, o placar de 3 a 0 para os catarinenses na Arena Jaraguá levou à prorrogação, na qual o Brasil Kirin aplicou 2 a 0 e confirmou a vaga na final. O clássico paulista na decisão, entre Sorocaba e Intelli, começou com triunfo sorocabano por 4 a 2. A equipe de Orlândia igualou a série com uma goleada de 5 a 2, mas o Brasil Kirin segurou o placar de 4 a 3 na prorrogação e conquistou seu primeiro título nacional.
Ainda em 2014, o Sorocaba estreou na Liga Paulista e liderou a primeira fase com incríveis 50 pontos em 18 partidas disputadas (16 vitórias, 2 empates e nenhuma derrota). Depois de ficar no primeiro lugar do triangular, que também continha Jacareí e São Paulo, o Brasil Kirin passou por Yoka (3 a 3 em Guaratinguetá e 3 a 1 em casa) e São José (dois empates e 2 a 1 na prorrogação, com direito a gol de empate no último décimo de segundo na partida de ida). Poucos dias após o título da Liga Nacional, a decisão com a Intelli acabou sendo reeditada no estadual. No primeiro confronto, em Paulínia, o Sorocaba venceu por 6 a 3. Sem se prender à vantagem do empate, a equipe sorocabana, que chegou a estar perdendo por 3 a 1, virou o placar para 4 a 3 em Orlândia e levantou mais um troféu em seu primeiro ano de existência.
Mesmo com especulações sobre a saída da equipe de futsal da cidade de Sorocaba por falta de estrutura, o projeto permaneceu por lá na temporada de 2015 com a utilização de uma arena móvel no Jardim Brasilândia e, no caso da Libertadores, exercendo mandos ocasionalmente em Itapetininga. Como campeão da Liga Nacional de 2014, o Brasil Kirin se classificou à etapa zonal sul da Copa Libertadores, na qual venceu o Boca Juniors por 5 a 3. Dessa forma, se qualificou à "final geral" do torneio, contra a equipe do Real Bucaramanga, da Colômbia, que havia vencido o zonal norte. Sem dificuldades, o Sorocaba, que sediou a final, goleou duas vezes (5 a 1 no duelo de ida e 4 a 2 na volta) e conquistou a América do Sul pela primeira vez. Em competições nacionais, não obteve o mesmo sucesso de 2014. Novamente na quinta colocação da Liga Nacional, ficou entre os quatro classificados do grupo na segunda fase e, após eliminar o Jaraguá, parou nas semifinais diante do futuro campeão Carlos Barbosa. Na Taça Brasil, com sede em Jaraguá do Sul, o Sorocaba perdeu a decisão por 3 a 1 para os donos da casa e ficou com o vice-campeonato.
Mesmo com contrato até o final de 2016, a Brasil Kirin encerrou o acordo de patrocínio ao término da temporada. O clube passou por grande reformulação dentro de quadra, com dez atletas deixando o elenco: o goleiro Tatá, os alas Pimpolho, Bruno Souza, Tatu, Dídi, Henrique e Fellipe Mello, o fixo Fernando e os pivôs Foglia e Betão. Em nota, o presidente Fellipe Drommond anunciou a saída da empresa e confirmou a permanência do projeto na cidade de Sorocaba, com apoio da Prefeitura e novos patrocinadores. Um fator importante para a continuidade foi a iminência da inauguração do ginásio próprio — a atual Arena Sorocaba —, já que a necessidade de exercer mando em outras cidades (para atender requisitos de estrutura) seria eliminada. Dessa forma, o branco e vermelho do antigo Brasil Kirin saíam de cena para dar lugar a novas cores no futsal sorocabano.

### 2016–presente: Magnus
Após o encerramento da parceria com a Brasil Kirin, o Sorocaba estabeleceu um contrato de patrocínio master com a marca Adimax Pet, especializada em produtos para animais de estimação. O clube teve seu nome fantasia rebatizado para Magnus Futsal em 19 de janeiro de 2016. Além disso, alterou o patrocínio de material esportivo, trocando a Umbro pela Athleta. Ainda em 2016, o Magnus conquistou a Copa Intercontinental, disputada em Doha, no Catar, ao superar Carlos Barbosa na prorrogação, garantindo o primeiro título mundial da equipe. Porém, perdeu para o Corinthians nas finais da Liga Paulista e da Liga Nacional.

Em 2017, o Magnus teve sua revanche contra o Corinthians na Liga Paulista e conquistou o título, mas teve o pior desempenho de sua história na Liga Nacional até então, sendo eliminado nas quartas de final pela Assoeva. Na temporada seguinte, o clube venceu a Supercopa do Brasil sobre o Atlântico na prorrogação, por 3 a 0, e se tornou bicampeão mundial ao vencer a Copa Intercontinental em Bangkok, na Tailândia, novamente sobre Carlos Barbosa. A temporada também foi marcada pela aposentadoria de Falcão como jogador, embora o mesmo tenha continuado na administração da equipe.

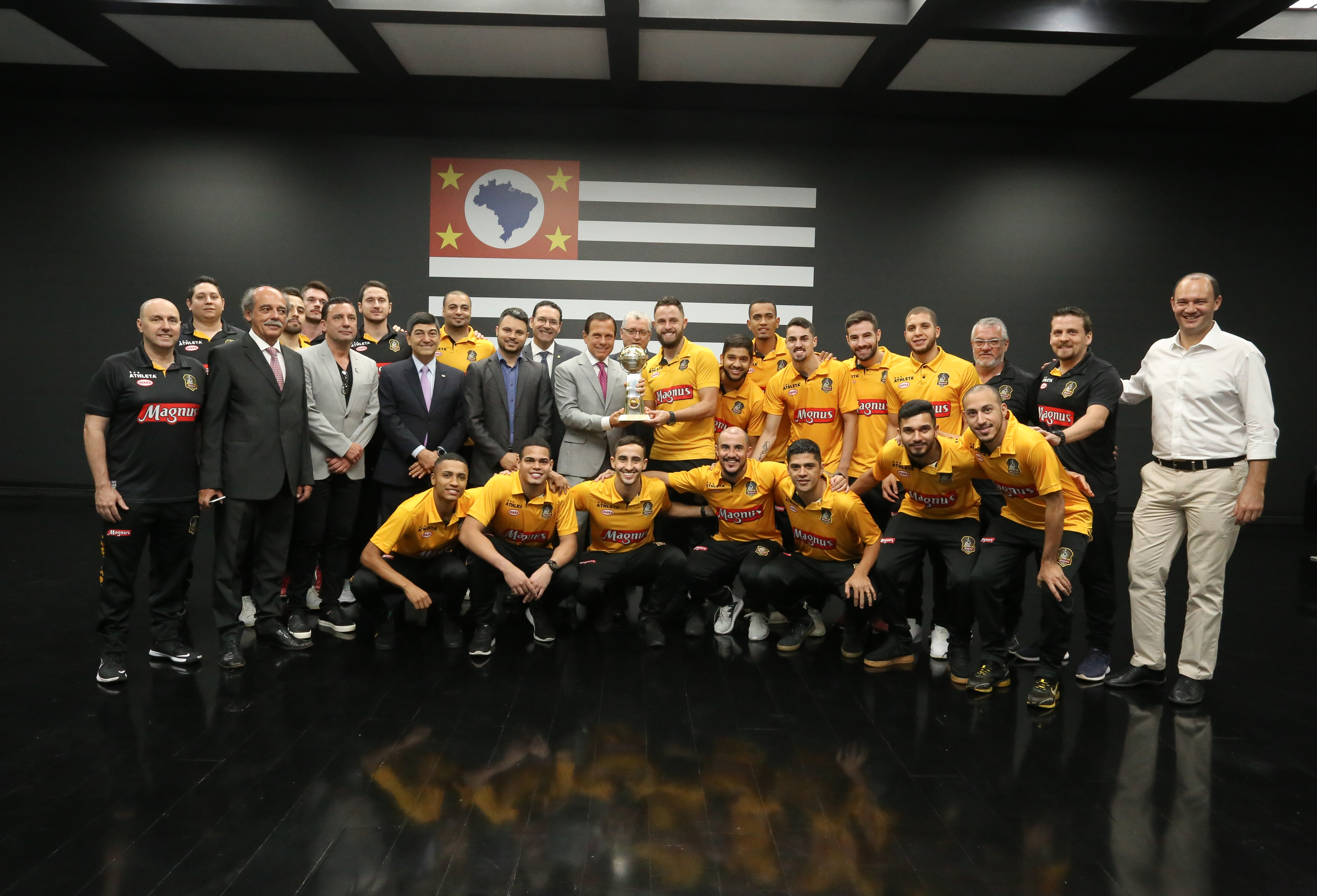
Elenco do Magnus sendo recebido pelo Governador de São Paulo, João Dória, após o tricampeonato da Copa Intercontinental de Futsal, em 2019.

O ano de 2019 foi de altos e baixos. O Magnus foi tricampeão da Copa Intercontinental, novamente em Bangkok, superando o Boca Juniors nas penalidades por 3 a 1, após empate de 2 a 2 no tempo normal. Nas outras competições, acabou derrotado pelo Corinthians nas finais das duas Ligas Paulistas — tanto da liga independente, que acabou com abandono do Magnus ao alegar falta de segurança, quanto da liga organizada pela Federação São Paulo de Futebol de Salão — e pelo Pato Futsal na decisão da Liga Nacional sofrendo 3 a 2 em Pato Branco e um sonoro 6 a 0 em casa, apesar do destaque de Rodrigo "Capita" como artilheiro da competição, com 23 gols marcados.
No início de 2020, o Magnus firmou parceria com a produtora NWB, proprietária do canal de futebol Desimpedidos, para a veiculação de uma série no YouTube, intitulada como "Vai pra cima, Fred". Neste programa, Fred, apresentador do Desimpedidos, recebeu o desafio de competir como jogador profissional de futsal, divulgando a rotina e o ambiente do esporte. Na pré-temporada, com a participação de Fred, o Magnus disputou o torneio amistoso Copa Internacional de 2020, que consistiu em duas partidas contra o River Plate na Arena Sorocaba. Após vencer a primeira por 4 a 0, o clube aplicou 3 a 1 no segundo jogo, com gol de Fred restando três segundos para o cronômetro zerar. A série recebeu críticas positivas da audiência, registrando um salto comercial relevante para a marca Magnus Futsal e crescimento de interesse pela modalidade.
Em março, o ala Leozinho, do Magnus, foi nomeado como "Melhor Jogador Jovem do Mundo" pela Futsal Awards, em premiação com chancela da FIFA. Nessa temporada, o clube venceu o Campeonato Paulista em cima do São José, vencendo as duas finais por 5 a 1 e 1 a 0 e anotando uma campanha de 8 vitórias e apenas 1 empate em nove partidas. Apenas três dias depois, o Magnus conquistou o bicampeonato da Liga Nacional de forma invicta sobre o rival Corinthians — após empate por 1 a 1 na ida, a vitória por 3 a 0 na volta levou o troféu a Sorocaba.
Após as conquistas invictas da Liga Nacional e do Campeonato Paulista em 2020, o Magnus iniciou a temporada 2021 com algumas mudanças no elenco. Em agosto, conquistou um título inédito ao vencer a Taça Brasil de Futsal. Na final, realizada em Dourados, no Mato Grosso do Sul, a equipe enfrentou o Joinville e venceu por 3 a 2, completando sua galeria de troféus com um dos campeonatos mais tradicionais do futsal nacional. Na Liga, o Magnus buscava defender o título conquistado no ano anterior e conseguiu chegar à final novamente, contra o Cascavel. O primeiro confronto, na Arena Sorocaba, terminou com uma derrota por 3 a 1. No segundo jogo, disputado no Ginásio da Neva, em Cascavel, a equipe foi superada por 6 a 0 e ficou com o vice-campeonato.
Em 2022, O Magnus conquistou o título estadual de forma invicta. Após vencer a AABB por 7 a 0 no jogo de ida, em São Paulo, um empate de 1 a 1 na partida de volta, realizada na Arena Sorocaba, garantiu o terceiro troféu consecutivo. Na Liga Nacional, uma das piores campanhas do clube com eliminação para o Minas nas oitavas de final, mesmo após encerrar a fase classificatória em primeiro lugar, com 48 pontos em 21 partidas. Outra participação decepcionante aconteceu na Taça Brasil, com derrota por 4 a 2 e o vice-campeonato na final, contra o Joinville, no Centreventos Cau Hansen.
Buscando esquecer o ano terrível da última temporada, o Magnus participou de quatro competições em 2023. Classificado para a Supercopa por conta do vice-campeonato da Taça Brasil, acabou repetindo a mesma campanha e também perdeu a decisão para o Joinville, dessa vez por 4 a 1. Os três títulos conquistados pelo clube na temporada foram a dobradinha nos campeonatos Paulista e Estadual e o primeiro troféu da Copa do Brasil de Futsal, vencendo o ARD/Apodi por 4 a 2 na ida e 7 a 0 na volta, em casa. Na Liga, após ter a segunda melhor campanha da primeira fase, chegou às semifinais e foi eliminado pelo carrasco Joinville, sofrendo duas derrotas por 4 a 3.
O Magnus iniciou o ano de 2024 conquistando a Supercopa do Brasil, vencendo o Praia por 5 a 1 na Arena Jaraguá e garantindo a vaga na Copa Libertadores; torneio que viria a sacramentar o bicampeonato do clube, derrotando o Barracas Central por 4 a 2 em Buenos Aires. Classificado para a Copa Intercontinental, viajou à Palma e acabou ficando com o vice-campeonato após perder para o time local, Palma de Mallorca, por 4 a 1. Em competições nacionais, foi eliminado da Copa do Brasil pelo Minas, nas oitavas, após empatar na ida por 3 a 3 e sofrer revés de 4 a 1 na volta. Apesar de encerrar o ano com o título paulista em cima do São José, uma grave polêmica culminou na desclassificação da Liga Nacional através dos tribunais algumas semanas antes.
Na partida de ida das oitavas de final da competição, com vitória por 7 a 3 sobre o São Lourenço, a escalação irregular de Dieguinho levou o STJD (Superior Tribunal de Justiça Desportiva) a determinar a pena de desclassificação ao Magnus. Conforme o regulamento da Liga, a infração de escalação de jogador suspenso por cinco cartões amarelos, caso de Dieguinho, incorre em perda de pontos em se tratando da primeira fase. No entanto, como o fato ocorreu em jogo eliminatório, a pena prevista é de eliminação. Em nota, a diretoria do clube assumiu o erro, isentou a comissão técnica de culpa e afirmou respeitar a decisão do Tribunal.

## Ginásio
O projeto da primeira casa do então Brasil Kirin Futsal, batizada de Arena Multiuso, tinha previsão de conclusão para abril de 2014, o que não ocorreu após erros de cálculo da estrutura metálica causarem o desabamento do telhado e de parte do ginásio quando uma tempestade atingiu a cidade de Sorocaba. Sendo assim, o clube decidiu mandar seus primeiros jogos no Ginásio de Esportes do Éden, comportando pouco mais de 600 espectadores. Devido à baixa capacidade e a alta procura de ingressos, a estrutura sofria constantemente com superlotações e forçou o Sorocaba a exercer seu mando no Ginásio Municipal Agostinho Fávaro, do município de Paulínia, um local que disponibilizava 2.500 lugares.
Para a temporada seguinte, o clube firmou parceria para utilizar o Ginásio Ayrton Senna da Silva, de Itapetininga, sede da fase final do Campeonato Sul-Americano de Clubes de 2015. No mesmo ano, com a demanda da população sorocabana em acompanhar as partidas na cidade, o Sorocaba montou um "ginásio móvel" no Jardim Brasilândia, nomeado como "Arena Alavanca". A estrutura comportava cerca de 2.000 pessoas e recebeu diversos jogos da Liga Nacional e da Liga Paulista de 2015.
Com dois anos de atraso, a Arena Sorocaba foi enfim entregue em 28 de setembro de 2016, se tornando a casa oficial do Magnus Futsal desde então. Oficialmente chamada de Arena Eurydes Bertoni Júnior, com capacidade para 4.263 espectadores, segue como palco de grandes conquistas do clube no futsal brasileiro. Durante a pandemia do coronavírus, a Arena serviu como hospital de campanha com 150 leitos especializados.

## Rivalidades

### Clássicos estaduais
O principal rival do Sorocaba no âmbito estadual é o Corinthians. Os dois clubes protagonizam o clássico que decidiu múltiplas finais nos últimos anos, seja na Liga Paulista ou em decisões de Liga Nacional — com título alvinegro em 2016 e vitória dos sorocabanos na revanche, em 2020. Com a intensidade das equipes refletida nas arquibancadas, confrontos entre Sorocaba e Corinthians já foram interrompidos diversas vezes por invasões de quadra ou manifestações agressivas das torcidas.
Outros clubes paulistas também são adversários frequentes do Sorocaba em partidas importantes, a exemplo da Intelli — que hoje compete como Santo André —, do São José e, principalmente em competições estaduais, da AABB. Apesar disso, o clássico contra o Corinthians, que também já decidiu vaga em final de Copa Intercontinental, com classificação do Magnus, segue como o duelo de maiores proporções (esportivas e midiáticas) no futsal de São Paulo.

### Clássicos nacionais
Sendo um dos clubes mais competitivos do futsal brasileiro desde sua fundação, o Sorocaba naturalmente construiu rivalidades com outras equipes tradicionais. Os dois confrontos tratados como clássicos pela mídia esportiva são contra Carlos Barbosa e Joinville, campeões nacionais e obstáculos do Magnus em muitas temporadas.
O Joinville pode ser considerado o maior carrasco da equipe sorocabana. Os tricolores conquistaram a Taça Brasil de 2022 em final protagonizada entre os dois clubes; final essa que viria a ser repetida na Supercopa do Brasil da temporada seguinte, com mais um triunfo catarinense. Ainda naquele ano, o Sorocaba acabou eliminado da Liga Nacional pelo mesmo Joinville, com derrotas por 4 a 3 na Arena Sorocaba e no Centreventos Cau Hansen.
Outros clubes tradicionais, como Jaraguá, Atlântico e Cascavel — esse último, o algoz do Magnus na final da Liga de 2021 —, são adversários comuns em decisões ou partidas eliminatórias e também fazem frente ao Sorocaba com frequência.

## Títulos
| INTERCONTINENTAIS | INTERCONTINENTAIS               | INTERCONTINENTAIS | INTERCONTINENTAIS       |
|                   | Competição                      | Títulos           | Temporadas              |
| ----------------- | ------------------------------- | ----------------- | ----------------------- |
|                   | Copa Intercontinental de Futsal | 3                 | 2016, 2018 e 2019       |
| CONTINENTAIS      |                                 |                   |                         |
|                   | Competição                      | Títulos           | Temporadas              |
|                   | Copa Libertadores de Futsal     | 2                 | 2015 e 2024             |
| NACIONAIS         |                                 |                   |                         |
|                   | Competição                      | Títulos           | Temporadas              |
|                   | Liga Nacional de Futsal         | 2                 | 2014 e 2020             |
|                   | Taça Brasil de Futsal           | 1                 | 2021                    |
|                   | Copa do Brasil de Futsal        | 1                 | 2023                    |
| Brasil            | Supercopa do Brasil de Futsal   | 3                 | 2018, 2021 e 2024       |
| ESTADUAIS         |                                 |                   |                         |
|                   | Competição                      | Títulos           | Temporadas              |
| São Paulo         | Liga Paulista de Futsal         | 2                 | 2014 e 2017             |
| São Paulo         | Campeonato Paulista de Futsal   | 4                 | 2020, 2021, 2023 e 2024 |
| São Paulo         | Campeonato Estadual de Futsal   | 2                 | 2022 e 2023             |

### Outras conquistas
- Jogos Regionais de São Paulo: 2014, 2017, 2018, 2019, 2022, 2023 e 2024
- Jogos Abertos do Interior: 2015, 2017 e 2023
- Copa Internacional de Futsal: 2020

### Outras Campanhas de destaque
- Copa Intercontinental de Futsal: vice-campeão em 2024
- Copa Libertadores de Futsal: vice -campeão em 2025 e terceiro colocado em 2018
- Liga Nacional de Futsal: vice-campeão em 2016, 2019 e 2021, terceiro colocado em 2018 e 2023
- Taça Brasil de Futsal: vice-campeão em 2015 e 2022
- Supercopa do Brasil de Futsal: vice-campeão em 2023
- Liga Paulista de Futsal: vice-campeão em 2016, 2018 e 2019
- Campeonato Paulista de Futsal: vice-campeão em 2019 e 2022

## Elenco atual
Atualizado pela última vez em 10 de janeiro de 2025.